# Österreichische Alpine Skimeisterschaften 1936
Die Österreichischen Alpinen Skimeisterschaften 1936 fanden am 1. und 2. Februar in Bad Gastein statt.

## Herren

### Abfahrt
| Platz | Name             | Zeit       |
| ----- | ---------------- | ---------- |
| 01    | Eberhard Kneisl  | 4:14,6 min |
| 02    | Friedl Pfeifer   | 4:21,0 min |
| 03    | Siegfried Engl   | 4:24,2 min |
| 04    | Rudolph Matt     | 4:24,4 min |
| 05    | Johann Seelos    | 4:25,6 min |
| 06    | Richard Rossmann | 4:31,2 min |
| 07    | Friedl Wolfgang  | 4:35,0 min |
| 08    | Wilhelm Walch    | 4:36,6 min |
| 09    | Josef Gstrein    | 4:47,6 min |
| 10    | Kurt Eggert      | 4:53,2 min |

Datum: 1. Februar 1936

Ort: Bad Gastein

Teilnehmer: 72

### Slalom
| Platz | Name             | Zeit       |
| ----- | ---------------- | ---------- |
| 01    | Eberhard Kneisl  | 1:32,2 min |
|       | Johann Seelos    | 1:32,2 min |
| 03    | Siegfried Engl   | 1:33,6 min |
| 04    | Rudolph Matt     | 1:36,2 min |
| 05    | Willy Faude      | 1:39,0 min |
| 06    | Richard Rossmann | 1:41,8 min |
| 07    | Kurt Eggert      | 1:42,4 min |
| 08    | Sepp Klimmer     | 1:44,6 min |
| 09    | Friedl Pfeifer   | 1:45,8 min |
| 10    | Sepp Rehrl       | 1:46,8 min |

Datum: 2. Februar 1936

Ort: Bad Gastein

### Kombination
| Platz | Name            | Punkte |
| ----- | --------------- | ------ |
| 01    | Eberhard Kneisl | 100,00 |
| 02    | Siegfried Engl  | 097,98 |
| 03    | Johann Seelos   | 097,92 |
| 04    | Rudolph Matt    | 096,06 |
| 05    | Friedl Pfeifer  | 092,34 |
| 06    | Kurt Eggert     | 088,42 |
| 07    | Willy Faude     | 086,61 |
| 08    | Wilhelm Walch   | 085,20 |
| 09    | Friedl Wolfgang | 085,08 |
| 10    | Sepp Klimmer    | 082,76 |

## Damen

### Abfahrt
| Platz | Name                    | Zeit       |
| ----- | ----------------------- | ---------- |
| 01    | Elvira Osirnig (SUI)    | 5:55,4 min |
| 02    | Grete Nissl             | 6:14,8 min |
| 03    | Elisabeth Windischbauer | 6:41,4 min |
| 04    | Emmy Ripper             | 6:48,0 min |
| 05    | Käthe Lettner           | 6:53,0 min |
| 06    | Herta Rosmini           | 6:57,8 min |
| 07    | Gabriele Odermatt (SUI) | 7:13,4 min |
| 08    | Luise Holzmann          | 7:28,6 min |
| 09    | Euretta de Cosson (GBR) | 7:39,4 min |
| 10    | Hilde Gustine           | 7:58,0 min |

Datum: 1. Februar 1936

Ort: Bad Gastein

Teilnehmerinnen: 38

### Slalom
| Platz | Name                    | Zeit       |
| ----- | ----------------------- | ---------- |
| 01    | Elvira Osirnig (SUI)    | 1:48,4 min |
| 02    | Elfriede Pembauer       | 2:01,2 min |
| 03    | Emmy Ripper             | 2:03,1 min |
| 04    | Herta Rosmini           | 2:04,5 min |
| 05    | Inge Maier              | 2:05,1 min |
| 06    | Elisabeth Windischbauer | 2:09,0 min |
| 07    | Käthe Lettner           | 2:09,1 min |
| 08    | Gabriele Odermatt (SUI) | 2:09,2 min |
| 09    | Grete Nissl             | 2:10,0 min |
| 10    | Grete Weikert           | 2:10,4 min |

Datum: 2. Februar 1936

Ort: Bad Gastein

### Kombination
| Platz | Name                    | Punkte  |
| ----- | ----------------------- | ------- |
| 01    | Elvira Osirnig (SUI)    | 100,000 |
| 02    | Grete Nissl             | 089,260 |
| 03    | Emmy Ripper             | 087,710 |
| 04    | Elisabeth Windischbauer | 086,450 |
| 05    | Herta Rosmini           | 086,130 |
| 06    | Käthe Lettner           | 085,130 |
| 07    | Gabriele Odermatt (SUI) | 083,040 |
| 08    | Luise Holzmann          | 078,695 |
| 09    | Grete Weikert           | 078,690 |
| 10    | Elfriede Pembauer       | 078,330 |